# Michel Disdier
Pour les articles homonymes, voir Disdier.

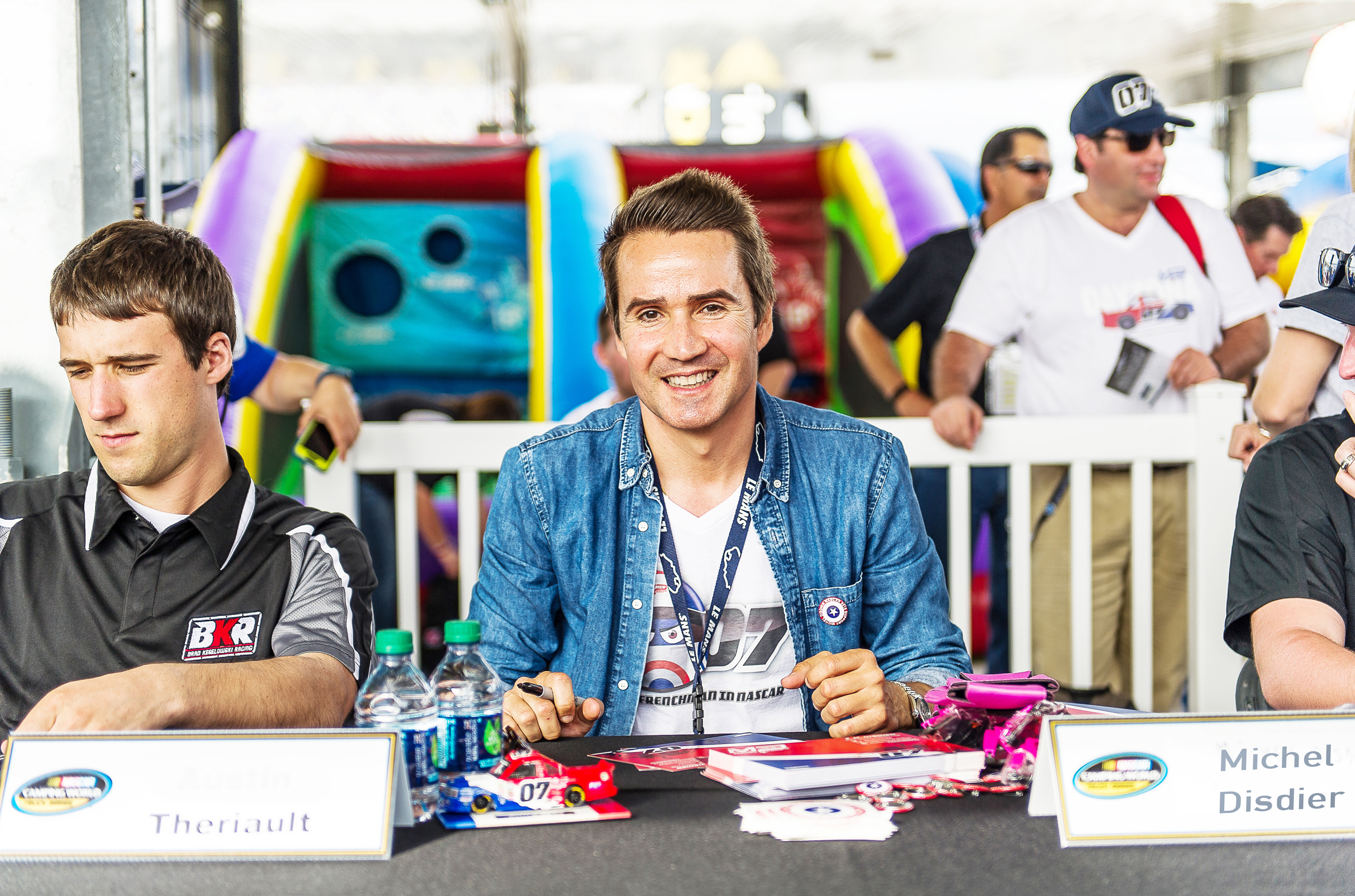

Michel Disdier, né le 10 février 1984 à Nice, est un pilote automobile français.

## Carrière
- 1990 : Champion de France en Endurance avec Yamaha (Moto-cross)
- 1992 : Semi-finaliste Volant Elf à Magny-Cours
- 1993 : Championnat de France de Formule Ford "B" - 4 courses - 1 victoire (Ledenon)
- 1998 : 4e du Championnat de France de Formule France - 3 podiums
- 1999 : Championnat de France Formule France - Vainqueur de la Phase 1 - 1 victoire (Magny-Cours)[1] 3 podiums
- 2000 : Essais Officiels en Open Telefonica Nissan
- 2001 : Challenge Ferrari - 2 podiums (3e Hockenheim et Misano)
- 2007 : Premier test sur oval à Michigan (Team Mario Gosselin) - Nascar Canadian Tire Series - 1 course (Moteur)[2] - 2e test sur ovale à Daytona International Speedway (Team Mike Harmon)
- 2008 : ARCA RE/MAX Series Team Bowsher - 2 courses (13e Salem[3] et 19e Toledo[4])
- 2009 : ARCA RE/MAX Series Team Bowsher - 8 courses (28e au général[5])
- 2012 : ARCA RE/MAX Series Team Cunningham Motorsports - Test officiels - 9e (61 pilotes présents)
- 2013 : ARCA RE/MAX Series Team Cunningham Motorsports - 1 course (11e Daytona[6])
- 2014 : NASCAR Camping World Truck Series Team SS-GREEN LIGHT - 1 course (24e Daytona[7])
- 2016 : NASCAR Camping World Truck Series Team SS-GREEN LIGHT - 1 course (11e Daytona)[8]
- 2018 : NASCAR Camping World Truck team Young Motorsports - 1 course (19e Las Vegas Motorspeedway)[9]
- 2025 : NASCAR Camping World Truck Freedom Racing Enterprises - 1 course (31e Homestead Miami Speedway)[10]